# Teniulus parvior
Teniulus parvior är en mångfotingart som beskrevs av Chamberlin 1951. Teniulus parvior ingår i släktet Teniulus och familjen Parajulidae. Inga underarter finns listade i Catalogue of Life.